# Гедвига Елизавета Шарлотта Гольштейн-Готторпская
Гедвига Елизавета Шарлотта Шлезвиг-Гольштейн-Готторпская (нем. Hedwig Elisabeth Charlotta von Schleswig-Holstein-Gottorf; 22 марта 1759[…], Ойтин, Шлезвиг-Гольштейн — 20 июня 1818[…], Стокгольм) — немецкая принцесса, член Ольденбургского дома, в замужестве королева Швеции и Норвегии.

## Биография
Гедвига — дочь Фридриха Августа Ольденбургского, князя-епископа Любекского и герцога Гольштейн-Готторпского и Ольденбургского. Мать Гедвиги — ландграфиня Ульрика Фридерика Вильгельмина Гессен-Кассельская. Гедвига приходилась племянницей королю Швеции Адольфу Фредрику и кузиной императрице Екатерине II.
Гедвига Елизавета Шарлотта выросла в Ойтине. В 1774 году в возрасте 15 лет Гедвига вышла замуж за своего кузена Карла, герцога Сёдерманландского и будущего короля Карла XIII. Весёлый нрав Гедвиги вскоре принёс ей признание при шведском дворе. Постоянные измены мужа Гедвига Елизавета Шарлотта воспринимала спокойно. Брак долгое время оставался бездетным, единственный общий ребёнок, младенец Карл Адольф умер в 1798 году спустя несколько дней после рождения.
Гедвига Елизавета Шарлотта не вмешивалась в политические дела, лишь после смещения короля Густава IV Адольфа она стала поддерживать его сына. С этого времени она считалась одной из ключевых фигур среди «густавианцев» и находилась в напряжённых отношениях с кругами, вынудившими Густава IV Адольфа отречься.
Гедвига отличалась внимательностью и наблюдательностью и была известна как плодовитая писательница. Известность ей принёс так называемый «Дневник» в 7000 страниц, описывающий период с 1775 по 1817 годы. Записи в дневнике до 1800 года оформлены в письма, адресованные близкой подруге Софи фон Ферзен, будущей графине Пипер, сестре Акселя фон Ферзена Младшего. После 1800 года записи велись кратко один раз в месяц и не в форме писем, в связи с чем само название «Дневник» вводит в заблуждение. Архив Гедвиги Елизаветы Шарлотты представляет собой важный источник информации о густавианской эпохе.

## Образ в кино
- «Дезире: любовь императора Франции[англ.]» (США, 1954) — актриса Эдит Эвансон